# Brosmodorsalis persicinus
Brosmodorsalis persicinus är en fiskart som beskrevs av Alphons Paulin och Roberts, 1989. Brosmodorsalis persicinus ingår i släktet Brosmodorsalis och familjen Bythitidae. Inga underarter finns listade.